# Ixodes stilesi
Ixodes stilesi este o specie de căpușe din genul Ixodes, familia Ixodidae, descrisă de Neumann în anul 1911. Conform Catalogue of Life specia Ixodes stilesi nu are subspecii cunoscute.